# Громницький Григорій Михайлович
Григорій Михайлович Громницький (1929-1956) — старший лейтенант Радянської Армії, учасник придушення Угорської революції 1956 року, Герой Радянського Союзу (1956).

## Життєпис
Народився 17 листопада 1929 року у селищі Карлівка (нині — місто у Полтавській області України). Отримав середню освіту. У 1948 році був призваний на військову службу до Радянської Армії. У 1951 році Громницький закінчив навчання в Сумському артилерійському училищі. До осені 1956 року гвардії старший лейтенант Григорій Громницький командував мінометною батареєю 5-го гвардійського механізованого полку 2-й гвардійської механізованої дивізії. Відзначився під час придушення Угорської революції 1956 року.
24 жовтня 1956 року Громницький загинув у бою з угорськими повстанцями у Будапешті. Похований на кладовищі «Керепеші» у Будапешті.

## Нагороди
Указом Президії Верховної Ради СРСР від 18 грудня 1956 року, за «мужність та відвагу, проявлені при виконанні військового обов'язку» гвардії старший лейтенант Григорій Громницький був удостоєний звання Героя Радянського Союзу (посмертно). Також посмертно був нагороджений орденом Леніна.